# Beastars
Beastars (ビースターズ?) es una serie de manga escrita e ilustrada por Paru Itagaki. Fue serializada en la revista Shūkan Shōnen Champion de la editorial Akita Shoten desde el 8 de septiembre de 2016 hasta el 7 de octubre de 2020, siendo compilada en veintidós volúmenes tankōbon. La historia tiene lugar en un mundo de animales antropomórficos, civilizados y modernos con una división cultural entre carnívoros y herbívoros. La serie toma su nombre del rango en el universo de Beastar, un individuo de gran talento, servicio y notoriedad.
Una adaptación a serie de anime producida por Orange se emitió del 8 de octubre al 26 de diciembre de 2019 en el bloque de programación +Ultra de Fuji TV. Una segunda temporada anunciada al finalizar la primera, se estrenó en Japón el 5 de enero de 2021 en Netflix Japón. La serie de anime tiene licencia de Netflix, y la primera temporada se estrenó fuera de Japón en marzo de 2020 y la segunda temporada se estrenó en julio de 2021.
Beastars ha ganado múltiples premios en 2018, incluido el 11.° Premio Manga Taishō, siendo el primer título de Akita Shoten en recibirlo, el Premio al Nuevo Creador en el Premio Cultural Tezuka Osamu, el 42.° Premio de Manga Kōdansha en la categoría shōnen y el Premio New Face en el Festival de arte de Japón.

## Argumento
La historia se desarrolla en un mundo de animales antropomórficos con una división cultural entre carnívoros y herbívoros. Legoshi, un gran lobo gris, es un estudiante tímido y tranquilo de la Academia Cherryton, donde vive con varios estudiantes carnívoros, incluido su amigo labrador, Jack. Como miembro del club de teatro de la escuela, Legoshi trabaja como escenógrafo y apoya a los actores del club, encabezados por el alumno estrella Louis, un ciervo rojo.
Pero de repente, Tem la alpaca es brutalmente asesinada y devorada en la noche, creando una ola de inquietud y desconfianza entre estudiantes herbívoros y carnívoros. Al mismo tiempo, Legoshi tiene un fatídico encuentro con Haru, una pequeña coneja de estatura baja blanca y comienza a desarrollar sentimientos complejos por ella. Desde ese momento empieza su lucha entre su instinto y conquistarla a pesar de sus múltiples inseguridades.

## Personajes
Legoshi (レゴシ?)
 Seiyū: Junji Majima
Legoshi es un imponente lobo gris con una personalidad tranquila en contraste con su apariencia. Trabaja como miembro del equipo de escena del club de teatro y disfruta viendo historias trágicas a pesar de nunca haber tenido que participar directamente en ellas. Intenta ocultar sus rasgos más terroríficos para conocer mejor a sus compañeros herbívoros. Él se encarga de resolver el asesinato de Tem. Generalmente en conflicto con su condición de carnívoro, Legoshi desea suprimir sus deseos depredadores que se vuelven aún más complicados a medida que desarrolla sentimientos confusos hacia Haru, confundido entre amor e instintos de caza.
Haru (ハル Haru?)
 Seiyū: Misato Fukuen
Haru es la única miembro del club de jardinería y marginada en general de la escuela debido a su promiscuidad sexual. Como un conejo enano blanco, a menudo se encuentra siendo tratada como un individuo frágil por la sociedad y quiere ser validada como persona, ella siente que tener relaciones sexuales es la única forma en que puede sentirse en control de sí misma. Haru tiende a mantener a la gente a distancia, incluso aquellos como Legoshi y Rouis (más a Legoshi que Rouis) que desean acercarse a ella.
Louis (ルイ?)
 Seiyū: Daisuke Kishio
Rouis, el ciervo rojo, es un estudiante de tercer año en Cherryton y dirige el club de teatro de la escuela. Orgulloso y confiado, Rouis sueña con convertirse en el próximo Beastar. Tiende a menospreciar a quienes lo rodean y a afirmar su dominio incluso como un herbívoro rodeado de carnívoros. Aunque típicamente manipulador para sus propios deseos, Rouis ha mostrado amabilidad y admiración que evoluciona a lo largo de la historia. Él ha estado románticamente enredado con Haru.
Juno (ジュノ?)
 Seiyū: Atsumi Tanezaki
Juno es una loba gris, estudiante de primer año y nuevo miembro del club de teatro que se enamora de Legoshi a primera vista después de que la protege de unos matones y desea convertirse en la próxima Beastar.
Jack (ジャック?)
 Seiyū: Junya Enoki (Anime) : Seiyū: Kaoru Mizuhara (CD-Drama Vomic)
Jack es un labrador retriever, y también el amigo más cercano de Legoshi. Los dos han sido conocidos desde su infancia.
Gouhin (ゴウヒン?)
 Seiyū: Akio Ōtsuka (Anime) : Seiyū: Junji Majima (CD-Drama Vomic)
Un panda gigante que trabaja como psiquiatra y médico callejero, que trata y rehabilita a los carnívoros cuyos instintos depredadores comienzan a superarlos. Primero se encuentra con Legoshi cuando se desmaya en el mercado negro, y al principio supone que Legoshi es uno de los muchos carnívoros que sucumben a sus instintos salvajes, pero pronto desarrolla una especie de amistad con él, y finalmente se convierte en su mentor.
Collot (コロ?)
 Seiyū: Taku Yashiro
Un perro pastor inglés y amigo de Legoshi que vive en el mismo dormitorio.
Voss (ボス?)
 Seiyū: Haruki Ishiya
Un zorro fennec y amigo de Legoshi que vive en el mismo dormitorio.
Sanou (サヌ Sanu?)
 Seiyū: Fukushi Ochiai
Un pelícano y director del club de teatro.
Miguno (ミグノ?)
 Seiyū: Yuma Uchida
Una hiena manchada y amiga de Legoshi que vive en el mismo dormitorio.
Durham (ダラム?)
 Seiyū: Gen Satō
Un coyote y amigo de Legoshi que vive en el mismo dormitorio.
Kai (カイ?)
 Seiyū: Nobuhiko Okamoto
Kai es una mangosta que es abandonada por sus padres y adoptado por una camada de hienas, formó parte del equipo de actuación del club de teatro y es puesto en el equipo de escenografía por Rouis. Trabaja como escenógrafo y apoya a los actores del club.
Bill (ビル?)
 Seiyū: Ryōta Suzuki
Bill es un tigre de Bengala y estudiante de segundo año en Cherrytown. También es miembro de la división de actuación del club de teatro y Tiene una complicada relación de amistad/rivalidad con Legoshi.
Els (エルス?)
 Seiyū: Sayumi Watabe
Els es una cabra de Angora que fue objeto del afecto de Tem. Paranoica por el asesinato de Tem, piensa que Legoshi trata de atacarla, resultando en un malentendido.
Dom (ドーム?)
 Seiyū: Genki Muro
Un pavo real de tercer año, amigo de Legoshi y el líder del equipo de escena del club de teatro.
Kibi (キビ?)
 Seiyū: Yūichi Iguchi
Un oso hormiguero miembro del equipo de escena del club de teatro y amigo de Legoshi.
Shiira (シイラ Shīra?)
 Seiyū: Yūko Hara (seiyū) (anime) y Yūko Hara (juego)
Una estudiante de tercer año y un miembro de alto rango del club de teatro que actúa como coreógrafa. Oculta un pasado como estríper en un club nocturno con solo 14 años.
Aoba (アオバ?)
 Seiyū: Ikuto Kanemasa
Un águila calva, estudiante de segundo año y amigo de Legoshi y Bill.
Ellen (エレン?)
 Seiyū: Akane Ōchi
Ellen es una zebra y estudiante de segundo año en Cherrytown. Es miembro del club de teatro y es muy respetada por los herbívoros (aunque no tanto como Rouis). Ella se muestra fácilmente asustada de los carnívoros y es la primera en culpar a los carnívoros por la muerte de Tem.
Mizuchi (ミズチ?)
 Seiyū: Hibiku Yamamura
Una coneja arlequín, es una estudiante Cherrytown, en el mismo grado de Haru. Disfruta menospreciando a Haru como inferior a ella por haberse besado con su a exnovio. Es bastante paranoica con los carnívoros, teniendo que correr cada vez que ve a Legoshi , además de pensar que su especie esta en peligro de extinción, culpando a las demás especies, desquitándose con Haru.
Legom (レゴム?)
 Seiyū: Sakura Andō
Una gallina estudiante de Cherryton que trabaja para la tienda de la escuela y vende sus huevos con los que se prepararan sándwiches todos los miércoles. Es una obsesa de la calidad de su producto.
Alcalde (市長 Shichō?)
 Seiyū: Mitsuaki Hoshino
El alcalde, un león que ignora egoístamente cualquier comportamiento negativo de otros carnívoros (especialmente los leones) en aras de preservar la "paz".
Oguma (オグマ Oguma?)
 Seiyū: Kenyu Horiuchi
Tem (テム?)
Tem es una alpaca que fue asesinada misteriosamente. Más adelante en la serie el asesino se revela en medio de mucha intriga, creando terror en los estudiantes y sembrando curiosidad.

## Media

### Manga
Beastars fue escrito e ilustrado por Paru Itagaki, quien lanzó el manga en la revista semanal Shūkan Shōnen Champion de Akita Shoten del 8 de septiembre de 2016 En una entrevista de septiembre de 2019 con el sitio web Ramen Para Dos, Itagaki declaró que el manga tendría "como máximo veinte volúmenes". En una nota de la autora del capítulo de enero de 2020, Itagaki comentó "el final está a la vista". La serie terminó con su capítulo 196 el 8 de octubre de 2020. Akita Shoten ha compilado sus capítulos en volúmenes tankōbon individuales. El primer volumen se publicó el 6 de enero de 2017. Al 8 de octubre de 2020, se publicaron 21 volúmenes. El volumen 22 y final se lanzará el 8 de enero de 2021.

#### Lista de volúmenes
| N.º | Fecha de lanzamiento    | ISBN original          | Fecha de lanzamiento en español                             | ISBN en español                                             |
| --- | ----------------------- | ---------------------- | ----------------------------------------------------------- | ----------------------------------------------------------- |
| 1   | 6 de enero de 2017      | ISBN 978-4-253-22754-4 | España 27 de junio de 2018 México                           | España ISBN 978-84-17373-33-7 México                        |
| 2   | 7 de abril de 2017      | ISBN 978-4-253-22755-1 | España 29 de agosto de 2018 México                          | España ISBN 978-84-17373-45-0 México                        |
| 3   | 8 de mayo de 2017       | ISBN 978-4-253-22756-8 | España 31 de octubre de 2018 México                         | España ISBN 978-84-17373-61-0 México                        |
| 4   | 7 de julio de 2017      | ISBN 978-4-253-22757-5 | España 26 de diciembre de 2018 México                       | España ISBN 978-84-17373-82-5 México                        |
| 5   | 6 de octubre de 2017    | ISBN 978-4-253-22758-2 | España 28 de febrero de 2019 México 13 de noviembre de 2019 | España ISBN 978-84-17373-92-4 México ISBN 978-607-634-313-5 |
| 6   | 9 de diciembre de 2017  | ISBN 978-4-253-22759-9 | España 29 de abril de 2019 México 15 de enero de 2020       | España ISBN 978-84-17820-11-4 México ISBN 978-607-634-560-3 |
| 7   | 8 de febrero de 2018    | ISBN 978-4-253-22760-5 | 27 de junio de 2019                                         | ISBN 978-84-17820-23-7                                      |
| 8   | 8 de mayo de 2018       | ISBN 978-4-253-22761-2 | 29 de agosto de 2019                                        | ISBN 978-84-17820-44-2                                      |
| 9   | 6 de julio de 2018      | ISBN 978-4-253-22762-9 | 24 de octubre de 2019                                       | ISBN 978-84-17820-67-1                                      |
| 10  | 7 de septiembre de 2018 | ISBN 978-4-253-22763-6 | 26 de diciembre de 2019                                     | ISBN 978-84-17820-83-1                                      |
| 11  | 8 de noviembre de 2018  | ISBN 978-4-253-22764-3 | España 27 de febrero de 2020 México 09 de diciembre de 2020 | España ISBN 978-84-18222-00-9 México ISBN 978-607-568-143-6 |
| 12  | 8 de febrero de 2019    | ISBN 978-4-253-22765-0 | 25 de junio de 2020                                         | ISBN 978-84-18222-11-5                                      |
| 13  | 8 de abril de 2019      | ISBN 978-4-253-22766-7 | 27 de agosto de 2020                                        | ISBN 978-84-18222-33-7                                      |
| 14  | 8 de julio de 2019      | ISBN 978-4-253-22767-4 |                                                             |                                                             |
| 15  | 10 de octubre de 2019   | ISBN 978-4-253-22903-6 | –                                                           | –                                                           |
| 16  | 6 de diciembre de 2019  | ISBN 978-4-253-22904-3 | –                                                           | –                                                           |
| 17  | 8 de enero de 2020      | ISBN 978-4-253-22905-0 | –                                                           | –                                                           |
| 18  | 8 de abril de 2020      | ISBN 978-4-253-22906-7 | –                                                           | –                                                           |
| 19  | 8 de julio de 2020      | ISBN 978-4-253-22907-4 | –                                                           | –                                                           |
| 20  | 6 de agosto de 2020     | ISBN 978-4-253-22908-1 | –                                                           | –                                                           |
| 21  | 8 de octubre de 2020    | ISBN 978-4-253-22909-8 | –                                                           | –                                                           |
| 22  | 8 de enero de 2021      | ISBN 978-4-253-22910-4 | –                                                           | –                                                           |

### Anime
La adaptación al anime de Beastars fue anunciada en la décima edición de 2019 de la revista Weekly Shōnen Champion, siendo animada por el estudio Orange, especializado en el uso de CGI. Shinichi Matsumi estuvo a cargo de la dirección, con guiones de Nanami Higuchi, diseño de personajes de Nao Ootsu y música de Satoru Kōsaki. La serie se estrenó el 9 de octubre de 2019 y fue emitida en el bloque de programación +Ultra de Fuji TV y otros canales. Se estrenó en streaming de manera exclusiva en Netflix fuera de Japón el 13 de marzo de 2020, incluido con doblaje latino. Al final de la transmisión del último episodio, se anunció una segunda temporada. ALI interpretó el tema de apertura de la serie «Wild side», mientras que YURiKA interpretó los temas de cierre «Le zoo» (ep. 2, 5, 8 y 9), «Nemureru Honnō» (眠れる本能 Sleeping instinct?) (ep. 3, 7 y 10), «Marble» (マーブル Māburu?) (ep. 4, 6 y 11) y «Tsuki ni ukabu Monogatari» (月に浮かぶ物語 Floating Story on the Moon?) (ep. 12).
Al final de la transmisión de primera temporada, se anunció la producción de una segunda temporada. El estudio de animación Orange volverá a producir la segunda temporada, la cual se estrenó el 5 de enero de 2021 en Netflix Japón. YOASOBI interpretó el tema de apertura "Kaibutsu" y el tema de cierre "Yasashii Suisei" de la segunda temporada.
El 20 de julio de 2021, el estudio Orange y Netflix Japan anunciaron que la serie de anime recibiría una tercera temporada. El 7 de diciembre de 2021, Orange anunció que la continuación sería la temporada final. La última temporada se dividirá en dos cursos. La primera parte se estrenó mundialmente el 5 de diciembre de 2024 y la segunda parte está programada para estrenarse en 2026.

## Recepción
En diciembre de 2017, la serie ocupó el segundo lugar en la lista de los mejores manga dirigidos a hombres para 2018 en la guía Kono Manga ga Sugoi, después de The Promised Neverland. La serie ganó el undécimo premio anual Manga Taishō en marzo de 2018, siendo la primera vez que una serie de Akita Shoten se llevó el premio. En abril de 2018, ganó el Premio al Nuevo Creador en los Premios Culturales Tezuka Osamu. En mayo de 2018, ganó el premio al Mejor Manga Shōnen en la 42.a edición de los Premios de Manga Kōdansha. También ganó un premio New Face en los premios del Festival de arte de Japón en marzo de 2018.